# G.

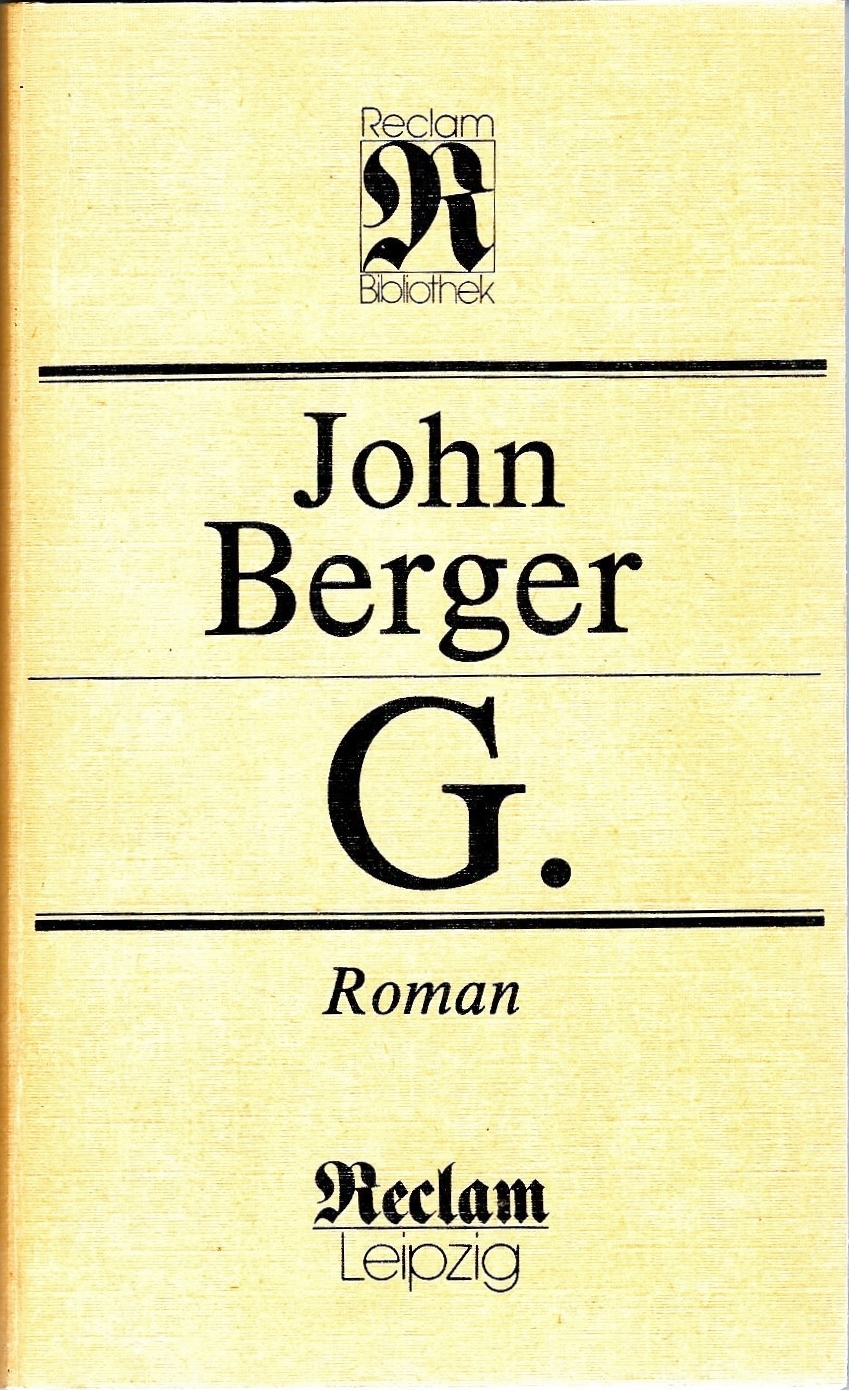
John Berger: G. Roman. Reclam, Leipzig 1990 (Titel)

G. (englischer Originaltitel: G.) ist ein Roman des britischen Schriftstellers John Berger (1926–2017). Er erschien 1972. Auf der Folie des Don-Juan-Stoffes werden Erlebnisse eines italienisch-britischen Lebemanns in den Jahren 1888 bis 1915 erzählt. Der Roman wurde mit dem Booker Prize ausgezeichnet.

## Inhalt
Der eponyme Protagonist G. kommt als uneheliches Kind eines Großhändlers für kandierte Früchte aus Livorno und einer 26-jährigen, geistig und finanziell sehr unabhängigen Britin zur Welt, die der Fabian Society nahesteht. Sein Vater wünscht sich, dass er Giovanni heißen soll, in der Schule erhält er den Spitznamen Garibaldi – wie er in Wirklichkeit heißt, geht aus dem Roman nicht hervor. Er wächst auf einem englischen Landsitz bei seinem Cousin und seiner Cousine auf, die ein inzestuöses Verhältnis miteinander haben, später kommt er in ein Internat. In der nichtlinearen Erzählung werden, von essayistischen Reflexionen unterbrochen, zumeist sexuelle Erlebnisse Gs. erzählt, die vor dem Hintergrund bedeutsamer historischer Ereignisse stattfinden, an denen G. jedoch desinteressiert ist. Mit elf erlebt er beim ersten Treffen mit seinem Vater die Mailänder Arbeiterunruhen von 1898 mit. Eine junge Italienerin rettet ihn vor den Truppen des Generals Fiorenzo Bava Beccaris, die mit äußerster Gewalt gegen die Demonstranten vorgehen, und er entdeckt eine Faszination für sie, ohne sie noch benennen zu können. Mit 14 wird er von seiner Cousine verführt. 1910 ist er in Brig anwesend, als Geo Chávez zur ersten Überquerung des Alpenhauptkamms im Flugzeug startet, und verführt währenddessen ein Zimmermädchen. Kurz darauf wird er von einem französischen Industriellen angeschossen, mit dessen Ehefrau er ebenfalls angebandelt hat, und liegt im selben Krankenhaus, in dem Chávez nach seiner Bruchlandung stirbt. Beim Ausbruch des Ersten Weltkriegs ist er in London und freut sich zunächst, dass so viele Frauen nun ohne Gatten oder Verlobten ansprechbar sind, wird aber vom Patriotismus der Kriegerwitwen abgestoßen. Er lässt sich vom britischen Außenministerium ins damals österreichische Triest schicken, wo er Verbindungen zu italienischen Irredentisten aufnehmen soll, die auf den Kriegseintritt Italiens auf Seiten der Entente Cordiale hoffen. Er knüpft erotische Bande mit der Gattin eines österreichischen Bankiers, der sie ihm großzügig für einen Tanzball abtritt. Stattdessen kommt G. mit der slowenischen Proletarierin Nuša zum Ball, die er vorher kostbar eingekleidet hat. Als Gegenleistung für die Begleitung verspricht er ihr seinen (gefälschten) Reisepass, mit dem sie ihrem Bruder, der Kontakte zur Mlada Bosna hat, noch vor Kriegsbeginn zur Ausreise verhelfen will. Das Auftreten des Paares auf dem Ball löst einen Skandal aus, Nuša wird von der Bankiersgattin verprügelt, beide müssen die Nacht im Polizeigewahrsam verbringen, G. wird aufgefordert, das Land binnen 36 Stunden zu verlassen. Stattdessen händigt er aber Nuša wie versprochen seinen Pass aus. Gleichzeitig führt die Nachricht der italienischen Kriegserklärung an Österreich (23. Mai 1915) zu gewaltsamen Unruhen der unterdrückten slowenischen Bevölkerung, an denen G. diesmal teilnimmt. Daraufhin wird er von seinen italienischen Kontaktleuten am Hafen ermordet. Der Roman endet mit einer Beschreibung der Lichtreflexionen über dem Wasser der Adria.

## Form
Der Roman ist in vier Teile und insgesamt zehn Kapitel gegliedert, bisweilen sind Zitate und Zwischenüberschriften eingeschoben. Er ist durchgehend im Präsens gehalten, die Erzählperspektive ist überwiegend personal, das heißt, der Leser erfährt das, was G. sieht, hört und erlebt. Berger verzichtet dabei auf Psychologisierungen: Was G. empfindet, wie er seine Erlebnisse bewertet und reflektiert, muss der Leser aus seinen Handlungen erschließen. Die Absätze sind sehr großzügig gehalten – wie der amerikanische Literaturwissenschaftler George Steiner vermutet, als Einladung an den Leser, kommentierende Notizen einzufügen, da Berger das Lesen als kollaborativen Akt verstehe. Der Erzähler selbst unterbricht die Erzählung immer wieder mit Reflexionen des eigenen Erzählens: So wird die Schilderung von G.s erstem Geschlechtsverkehr unterbrochen von einer mehrseitigen Digression über die Unmöglichkeit, sexuelles Erleben angemessen zu versprachlichen, da im Geschlechtsakt der Körper des anderen in seiner Individualität und Unverwechselbarkeit wahrgenommen werde, während sich Wörter immer auf überindividuelle Signifikate bezögen. Als Lösung bietet Berger einfache Zeichnungen von Geschlechtsorganen an, die an mehreren Stellen in den Text eingestreut sind.

## Deutung
Der britische Literaturwissenschaftler Joseph H. McMahon deutet G. als marxistischen Roman: Es gehe zentral um die Frage, ob es zwischen Sexualität und Gesellschaft eine Versöhnung geben könne. Der Roman ist Bergers Frau „Anya und ihren Schwestern aus der Frauenbefreiung“ gewidmet, einer zumindest potenziell revolutionären sozialen Bewegung, deren Anliegen sowohl authentische Ausdrucksmöglichkeiten weiblicher Sexualität als auch soziale Gerechtigkeit für Frauen seien. Auf der Suche nach solchen Möglichkeiten zeichne der Roman drei Möglichkeiten sozialen Lebens: Die erste sei die Welt des Feudalismus, der sich überlebt habe und nur noch in erstarrten Ritualen existiere. Er werde repräsentiert durch G.s Cousin auf seinem Landsitz. Die zweite sei die der modernen Bourgeoisie, in der Frauen zu Eigentum gemacht würden und in der die Unterschichten ausgebeutet würden. Die dritte sei der unverwirklichte Traum einer Gesellschaft, in der revolutionäre Aussichten und sexuelle Energie unauflöslich miteinander verknüpft sein würden. In dieser Gesellschaft könne es keinen Don Juan mehr geben – daher G.s Untergang am Ende des Romans.
Laut dem Anglisten Stefan Welz erscheint der Protagonist G. als Individuum, das nicht in die Gesellschaft integriert ist: unpersönlich, distanziert, fragmentiert. Die Entfremdung, in der er lebt, wird dadurch noch verstärkt, dass er quasi ins Exil hineingeboren wurde. Eine Aufhebung dieser Entfremdung kann er allein im Geschlechtsakt finden, in dem ihm „Individualisierung, Originalität und Konzentration auf den Eigenwert“ zusammenflössen. Auch für die Frauen, mit denen er schläft, bedeutet der Akt ein Zu-sich-selbst-Kommen: In G.s Armen wird die ihnen anerzogene Schizophrenie, sich stets kritisch auch von außen betrachten zu müssen, die Berger in einer weiteren Digression beschreibt, aufgehoben: Insofern sei dieser Don Juan subversiv, als er nicht nur die Grenzen der Klassengesellschaft und der Moral überschreitet, sondern die Frauen sie selbst sein lässt. Erst am Ende kann G. sich gesellschaftlich engagieren, was er aber mit dem Leben bezahlt. Dieser letzte Abschnitt wird mit einer persönlichen Erinnerung Bergers an ein maskiertes Kind eingeleitet, das die beziehungsreiche Überschrift „Der steinerne Gast“ trägt.
Die Anglistin Annegret Maack sieht bei G.s Wandel hin zu gesellschaftlichem Engagement den Einfluss des Kulturkritikers Walter Benjamin, nach dem es Aufgabe der Massen sei, das historische Kontinuum aufzusprengen: In Mailand 1898 bleibt G. noch passiv, in Triest 1915 nimmt er aber aktiv teil. In Bergers Montage von historischen Ereignissen und individuellem Erleben werde nicht einfach der Zeitverlauf chronologisch heruntererzählt, es sei Berger vielmehr darum gegangen, die der Erinnerung verfügbaren Elemente wiederzugeben, „Augenblicke der Vergangenheit, die im Bewusstsein eines Erlebenden vergegenwärtigt werden“. Darin folge er der Geschichtsvorstellung des britischen Historikers Robin George Collingwood, wonach Geschichte stets im Bewusstseinsakt der Vergegenwärtigung von Vergangenheit bestehe. Dieser Gedanke wird im Roman auch zitiert. Insofern Berger in diesem Sinne Geschichte, Erzählung und Romantheorie verbinde, sieht sie in G. einen „metahistorischen Roman“.

## Rezeption und Auszeichnungen
Berger wurde für den Roman mit dem James Tait Black Memorial Prize und dem Booker Prize ausgezeichnet. Dessen Preisgeld in Höhe von 5.000 britischen Pfund spendete er zur Hälfte an die Black Panther Party, um gegen die fortgesetzte Ausbeutung der Karibik zu protestieren. Davon und von der damit einhergehenden Sklavenarbeit habe die Firma Booker, McConnell Ltd., die den Preis stiftete, ebenso wie das gesamte moderne Europa seit der industriellen Revolution in den letzten 180 Jahren stark profitiert.
Englische Literaturkritiker und Buchhändler kritisierten die Auswahl des Booker-Prize-Komitees, das Buch verkaufte sich nicht gut. George Steiner, der die Auszeichnung mit durchgesetzt hatte, sah sowohl Faszinierendes als auch Schwächen in G. Er bezeichnete es mit einem Henry-James-Zitat als „loses, ausgebeultes Ungeheuer von einem Buch“, gleichzeitig sei es aber betörend und emotional aufgeladen und unterschätze seine Leser nicht: „Mr. Berger schreibt für Erwachsene“.
Von der deutschen literarischen Kritik wurde G. einhellig gelobt. Die Zeit nannte den Roman beim Erscheinen der deutschen Übersetzung 1990 „ein formal wie inhaltlich schier zerberstendes Kraftwerk der literarischen Moderne“. Der britische Literaturwissenschaftler Andy Merrifield preist das Buch als „genial, brillant konzipiert, phantasievoll, sexy, interessant, ein Werk von großer Modernität, ausgeführt von einem Meister der modernistischer Handwerkskunst“.

## Ausgaben
- John Berger: G. Weidenfeld & Nicolson, London 1972, ISBN 0-297-99423-9
- John Berger: G. Roman. Aus dem Englischen von Peter Meier. Reclam. Leipzig 1990, ISBN 3-379-00554-1
- John Berger: G. Roman. Fischer Taschenbuch Verlag, Frankfurt am Main 2003, ISBN 978-3-596-14356-6